# Sumberoto (Kepoh Baru)
Sumberoto is een bestuurslaag in het regentschap Bojonegoro van de provincie Oost-Java, Indonesië. Sumberoto telt 1212 inwoners (volkstelling 2010).